# Ibala declani
Ibala declani Fitzpatrick, 2009 è un ragno appartenente alla famiglia Gnaphosidae.

## Etimologia
Il nome proprio deriva da Declan Fitzpatrick, figlio della descrittrice degli esemplari.

## Caratteristiche
Si distingue per l'apice bifido dell'apofisi mediana e per la forma dei dotti copulatori dell'epigino.
Gli esemplari maschili rinvenuti hanno lunghezza totale è di 4,00mm; la lunghezza del cefalotorace è di 1,67mm; e la larghezza è di 1,42mm.
Gli esemplari femminili rinvenuti hanno lunghezza totale è di 4,80mm; la lunghezza del cefalotorace è di 2,08mm; e la larghezza è di 1,50mm.

## Distribuzione
La specie è stata reperita in Zimbabwe: nei pressi della città di Bulawayo nella Provincia del Matabeleland Settentrionale; e nella località di Msthelele.

## Tassonomia
Al 2015 non sono note sottospecie e dal 2009 non sono stati esaminati nuovi esemplari